# Robert d’Artois (1216–1250)
I. Jó Róbert, Artois grófja (Franciaország, 1216. szeptember 17. – Manszúra, 1250. február 9.) VIII. Lajos francia király és Kasztíliai Blanka királyné fia, IX. (Szent) Lajos és I. Károly szicíliai király fivére volt.

## Élete
Apja VIII. Lajos francia király, anyja Kasztíliai Blanka királyné. Szüleinek ötödik (az életben maradtak közül a második) fia. Erőteljes és heves, szenvedélyes természetű férfi volt — cselekvő, de olykor meggondolatlan.
Apja halála után a végrendelet értelmében kapta meg Artois grófságát, de csak nagykorúsága elérésekor, 1237-ben vehette fel a grófi címet. Még ebben az évben, június 14-én megnősült.
1240-ben IX. Gergely pápa trónkövetelőként kívánta indítani a Német-római Császárság koronájáért II. Frigyes német-római császár ellenében, de a francia udvar – Róbert nevében – elutasította a felkérést.
Részt vett a bátyja által 1248-ban indított VII. keresztes hadjáraton, és 1250-ben Manszúra ostrománál egy megfontolatlan támadásban odaveszett. Egyes beszámolók szerint Róbert és a kíséretében lévő templomos lovagok egy portyán behatoltak Manszúrába, ahol csapdába esetek a szűk utcákban. Róbert egy házba behúzódva védekezett, de a túlerő legyűrte és megölték. Egy másik leírás szerint elmenekült a csatából, és a Nílus egyik mellékfolyójába fulladt.

## Házassága, utódai
Róbert felesége Matilda brabanti hercegnő volt, II. Henrik brabanti herceg és Hohenstauf Mária (Sváb Fülöp német király leányának) gyermeke. Két gyermekük született:
- Blanka (1248–1302), I. Henrik navarrai király, majd Lancasteri Edmund(wd) felesége
- Róbert (1250–1302), II. Róbert néven Artois grófja, aki a courtrai-i csatában esett el.

## Fordítás
- Ez a szócikk részben vagy egészben  a   Robert I, Count of Artois című angol Wikipédia-szócikk fordításán alapul.  Az eredeti cikk szerkesztőit annak laptörténete sorolja fel. Ez a jelzés csupán a megfogalmazás eredetét és a szerzői jogokat jelzi, nem szolgál a cikkben szereplő információk forrásmegjelöléseként.